# Pays de Ploërmel - Cœur de Bretagne
Le Pôle d'équilibre territorial et rural du Pays de Ploërmel - Coeur de Bretagne est un établissement public situé dans les arrondissements de Pontivy et de Vannes, dans le département du Morbihan, en région Bretagne.

## Histoire
Le Pays de Ploërmel - Coeur de Bretagne a été créé le 1er janvier 2004 sous la forme d'un syndicat mixte. Il a succédé au Syndicat intercommunal du Centre-Bretagne fondé le 10 novembre 1967 par arrêté préfectoral et composé à l'époque de 35 communes réparties sur 6 cantons (Guer, Josselin, Malestroit, Mauron, Ploërmel et La Trinité-Porhoët).
Le 1er janvier 2015, il devient un Pôle d'équilibre territorial et rural (PETR).
Les statuts du PETR sont modifiés le 30 novembre 2017.

## Structure
À l'origine, le pays de Ploërmel comprend 60 664 habitants (populations légales 2011) sur 54 communes réparties en six structures intercommunales :
- Communauté de communes de Ploërmel
- Communauté de communes du Val d’Oust et de Lanvaux
- Communauté de communes du Pays de Josselin
- Communauté de communes du Pays de Guer
- Communauté de communes de Mauron en Brocéliande
- Communauté de communes du Porhoët

Une seule commune membre, Beignon, ne faisait pas partie d'un établissement public de coopération intercommunale (EPCI) à fiscalité propre.
Depuis le 1er janvier 2017, le Pays de Ploërmel - Coeur de Bretagne regroupe deux intercommunalités de 56 communes pour une population de près de 82 000 habitants  :
- De l'Oust à Brocéliande Communauté
- Ploërmel Communauté

Le PETR compte un pôle structurant, la ville centre de Ploërmel, et cinq pôles d'équilibre constitués des communes de La Gacilly, Guer, Josselin, Malestroit et Mauron.

## Composition
Le Pays de Ploërmel - Coeur de Bretagne est composé des 56 communes suivantes :
| Nom                            | Code Insee | Gentilé          | Superficie (km2) | Population (dernière pop. légale) | Densité (hab./km2) |
| ------------------------------ | ---------- | ---------------- | ---------------- | --------------------------------- | ------------------ |
| Malestroit (siège)             | 56124      | Maltrais         | 5,81             | 2 533 (2022)                      | 436                |
| Augan                          | 56006      | Alganais         | 40,93            | 1 542 (2022)                      | 38                 |
| Beignon                        | 56012      | Beignonnais      | 24,87            | 1 939 (2022)                      | 78                 |
| Bohal                          | 56020      | Bohalais         | 8,45             | 862 (2022)                        | 102                |
| Brignac                        | 56025      | Brignacois       | 13,12            | 198 (2022)                        | 15                 |
| Campénéac                      | 56032      | Campénéacois     | 60,57            | 1 940 (2022)                      | 32                 |
| Carentoir                      | 56033      | Carentoriens     | 72,87            | 3 137 (2022)                      | 43                 |
| Caro                           | 56035      | Caroyens         | 37,74            | 1 132 (2022)                      | 30                 |
| Concoret                       | 56043      | Concoretois      | 15,76            | 765 (2022)                        | 49                 |
| Cournon                        | 56044      | Cournonnais      | 10,87            | 805 (2022)                        | 74                 |
| La Croix-Helléan               | 56050      | Croisillons      | 14,4             | 881 (2022)                        | 61                 |
| Cruguel                        | 56051      | Cruguellois      | 17,17            | 661 (2022)                        | 38                 |
| Évriguet                       | 56056      | Évriguetois      | 4,98             | 210 (2022)                        | 42                 |
| Forges de Lanouée              | 56102      |                  | 96,29            | 2 190 (2022)                      | 23                 |
| La Gacilly                     | 56061      | Gaciliens        | 37,97            | 4 011 (2022)                      | 106                |
| Gourhel                        | 56065      | Gourhelois       | 2,83             | 724 (2022)                        | 256                |
| La Grée-Saint-Laurent          | 56068      | Laurentais       | 7,9              | 310 (2022)                        | 39                 |
| Guégon                         | 56070      | Guégonnais       | 53,52            | 2 308 (2022)                      | 43                 |
| Guer                           | 56075      | Guérois          | 52,11            | 6 056 (2022)                      | 116                |
| Guillac                        | 56079      | Guillacois       | 21,83            | 1 402 (2022)                      | 64                 |
| Guilliers                      | 56080      | Guilliérois      | 35,14            | 1 352 (2022)                      | 38                 |
| Helléan                        | 56082      | Helléanais       | 7,87             | 384 (2022)                        | 49                 |
| Josselin                       | 56091      | Josselinais      | 4,48             | 2 559 (2022)                      | 571                |
| Lantillac                      | 56103      | Lantillacois     | 7,72             | 291 (2022)                        | 38                 |
| Lizio                          | 56112      | Liziotais        | 16,96            | 807 (2022)                        | 48                 |
| Loyat                          | 56122      | Loyatais         | 41,52            | 1 734 (2022)                      | 42                 |
| Mauron                         | 56127      | Mauronnais       | 67,23            | 3 169 (2022)                      | 47                 |
| Ménéac                         | 56129      | Ménéacois        | 68,22            | 1 478 (2022)                      | 22                 |
| Missiriac                      | 56133      | Missiriacois     | 13,47            | 1 192 (2022)                      | 88                 |
| Mohon                          | 56134      | Mohonnais        | 37,83            | 988 (2022)                        | 26                 |
| Monteneuf                      | 56136      | Monténeuviens    | 30,62            | 760 (2022)                        | 25                 |
| Montertelot                    | 56139      | Montertelotais   | 2,64             | 370 (2022)                        | 140                |
| Néant-sur-Yvel                 | 56145      | Néantais         | 32,3             | 1 070 (2022)                      | 33                 |
| Pleucadeuc                     | 56159      | Pleucadeuciens   | 34,56            | 1 850 (2022)                      | 54                 |
| Ploërmel                       | 56165      | Ploërmelais      | 57,82            | 10 021 (2022)                     | 173                |
| Porcaro                        | 56180      | Porcaréens       | 15,73            | 749 (2022)                        | 48                 |
| Réminiac                       | 56191      | Réminiacois      | 12,15            | 431 (2022)                        | 35                 |
| Ruffiac                        | 56200      | Ruffiacois       | 36,47            | 1 396 (2022)                      | 38                 |
| Saint-Abraham                  | 56202      | Abrahamais       | 6,72             | 540 (2022)                        | 80                 |
| Saint-Brieuc-de-Mauron         | 56208      | Briochins        | 14,35            | 294 (2022)                        | 20                 |
| Saint-Congard                  | 56211      | Saint-Congardais | 21,87            | 806 (2022)                        | 37                 |
| Saint-Guyomard                 | 56219      | Guyomardais      | 19,66            | 1 446 (2022)                      | 74                 |
| Saint-Laurent-sur-Oust         | 56224      | Laurentins       | 3,88             | 394 (2022)                        | 102                |
| Saint-Léry                     | 56225      | Léritins         | 1,58             | 205 (2022)                        | 130                |
| Saint-Malo-de-Beignon          | 56226      | Maloins          | 3,49             | 543 (2022)                        | 156                |
| Saint-Malo-des-Trois-Fontaines | 56227      | Malouins         | 16,19            | 562 (2022)                        | 35                 |
| Saint-Marcel                   | 56228      | Marcellais       | 12,81            | 1 129 (2022)                      | 88                 |
| Saint-Martin-sur-Oust          | 56229      | Martinais        | 28,24            | 1 305 (2022)                      | 46                 |
| Saint-Nicolas-du-Tertre        | 56230      | Nicolasiens      | 12,93            | 455 (2022)                        | 35                 |
| Saint-Servant                  | 56236      | Servantais       | 22,4             | 789 (2022)                        | 35                 |
| Sérent                         | 56244      | Sérentais        | 59,67            | 3 386 (2022)                      | 57                 |
| Taupont                        | 56249      | Taupontais       | 29,17            | 2 400 (2022)                      | 82                 |
| Tréal                          | 56253      | Tréalais         | 19,28            | 679 (2022)                        | 35                 |
| Tréhorenteuc                   | 56256      | Tréhorentais     | 5,42             | 112 (2022)                        | 21                 |
| La Trinité-Porhoët             | 56257      | Trinitais        | 12,7             | 667 (2022)                        | 53                 |
| Val d'Oust                     | 56197      |                  | 31,81            | 2 808 (2022)                      | 88                 |

## Administration
Sa présidente actuelle est Gaëlle Berthevas, maire de Saint-Abraham et vice-présidente de De l'Oust à Brocéliande Communauté.
| Période        | Période                  | Identité            | Étiquette    | Qualité |
| -------------- | ------------------------ | ------------------- | ------------ | --- |
| 1967           | avril 1983               | Yves du Halgouët    | RI puis RPR  | Maire de Guégon (1959 → 1983) Conseiller général de Josselin (1945 → 1982) Député du Morbihan (1958 → 1973) |
| avril 1983     | octobre 1992 (démission) | Michel Guégan       | UDF          | Maire de La Chapelle-Caro (1983 → 2015) |
| octobre 1992   | août 2000 (décès)        | Bernard Perrachon   | DVD-RPR      | Maire de Ménéac (1989 → 2000) Conseiller général de La Trinité-Porhoët (1992 → 2000) Vice-président de la CC du Porhoët (2000)                                                                                             |
| octobre 2000   | mai 2001                 | Jean-Claude Riallin | DVD          | Maire de Saint-Nicolas-du-Tertre (1995 → 2020) Vice-président de la CC du Val d'Oust et de Lanvaux |
| mai 2001       | mars 2007 (décès)        | Maurice Mélois      | RPR puis UMP | Maire de Malestroit (1989 → 2007) Conseiller général de Malestroit (1994 → 2007) Vice-président de la CC du Val d'Oust et de Lanvaux (1992 → 2007)                                                                         |
| avril 2007     | mai 2014                 | Joseph Séveno       | UMP          | Maire de Josselin (2000 → 2020) 1er vice-président de Josselin communauté (2001 → 2014) |
| mai 2014       | septembre 2020           | Patrick Le Diffon   | UMP puis LR  | Maire de Ploërmel (2014 → 2018) Maire de la commune nouvelle de Ploërmel (2019 → ) Conseiller général de Ploërmel (2010 → 2015) Conseiller régional de Bretagne (2015 → ) Président de la CC Ploërmel Communauté (2014 → ) |
| septembre 2020 | En cours                 | Gaëlle Berthevas    | DVD          | Maire de Saint-Abraham (2014 → ) Vice-présidente de De l'Oust à Brocéliande Communauté (2017 → ) |